# Maljčiki
Maljčiki (rus. Мальчики) drugi je singl srpskog novovalnog sastava Idoli. Također se našao na novovalnoj kompilaciji Paket aranžman.

## Povijest
Vlada Divljan, član Idola, želio je napraviti pjesmu koja bi bila parodija na sovjetski socijalistički realizam. Pjesma opisuje vrstu ljudi sličnih Andreju Stahanovu (junak socijalističkog rada) - proletere koji se svakog jutra bude s entuzijazmom i odlaze na posao u rudnik ili metaluršku tvornicu. Na službenom omotu pjesme pojavljuju se sljedeći stihovi: „Plamene zore bude me iz sna; Fabrička jutra, dim iz dimnjaka“.
Međutim, stihovi neizdate pjesme su bili: „Kakane zore, bude me iz sna; Kakana jutra, kakan sam i ja“. Ali kad je sastav ušao u studio, s Goranom Bregovićem kao producentom, izdavačka kuća Jugoton nije htjela izdati pjesmu s tim stihovima, pa su oni promijenjeni.
Pjesma također uključuje i rusku narodnu glazbu i stihove na ruskom jeziku. Dio na ruskom jeziku na službeno objavljenoj verziji recitirao je Dragan Papić koji je tada bio menadžer sastava.
Reizdana verzija pjesme našla se na kompilaciji „Paket aranžman“. Sastav je tada svirao na skupljoj opremi što se može čuti na toj inačici pjesme. Taj album je producirao Enco Lesić.
Uživo snimljena verzija pjesme našla se na albumu Vlade Divljana „Odbrana i zaštita“.

## Vanjske poveznice
- „Maljčiki“ na www.discogs.com